# Kaffevedel
Kaffevedel (Astragalus boeticus) är en ärtväxtart som beskrevs av Carl von Linné. Kaffevedel ingår i släktet vedlar, och familjen ärtväxter. Inga underarter finns listade i Catalogue of Life.

## Bildgalleri

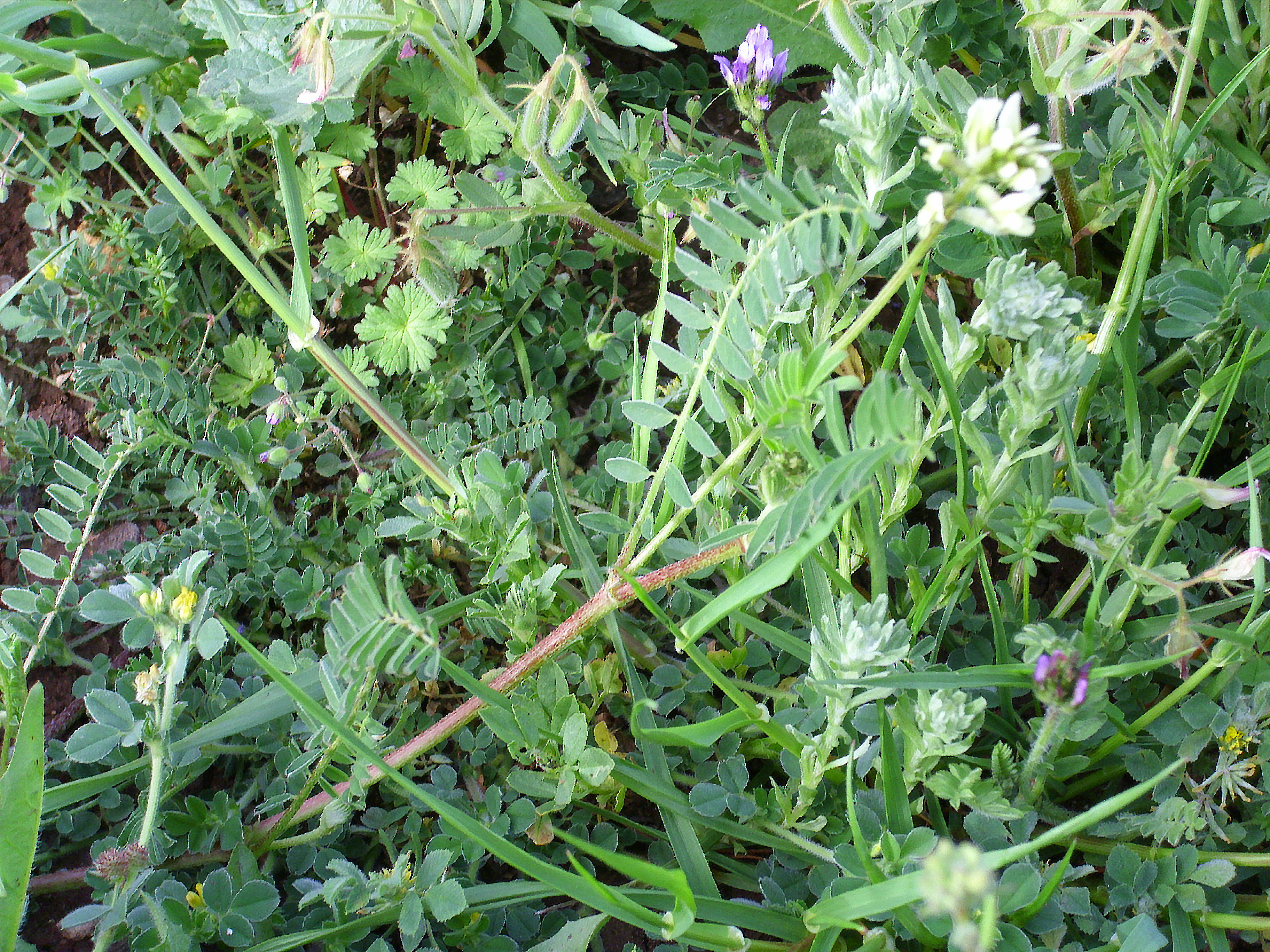
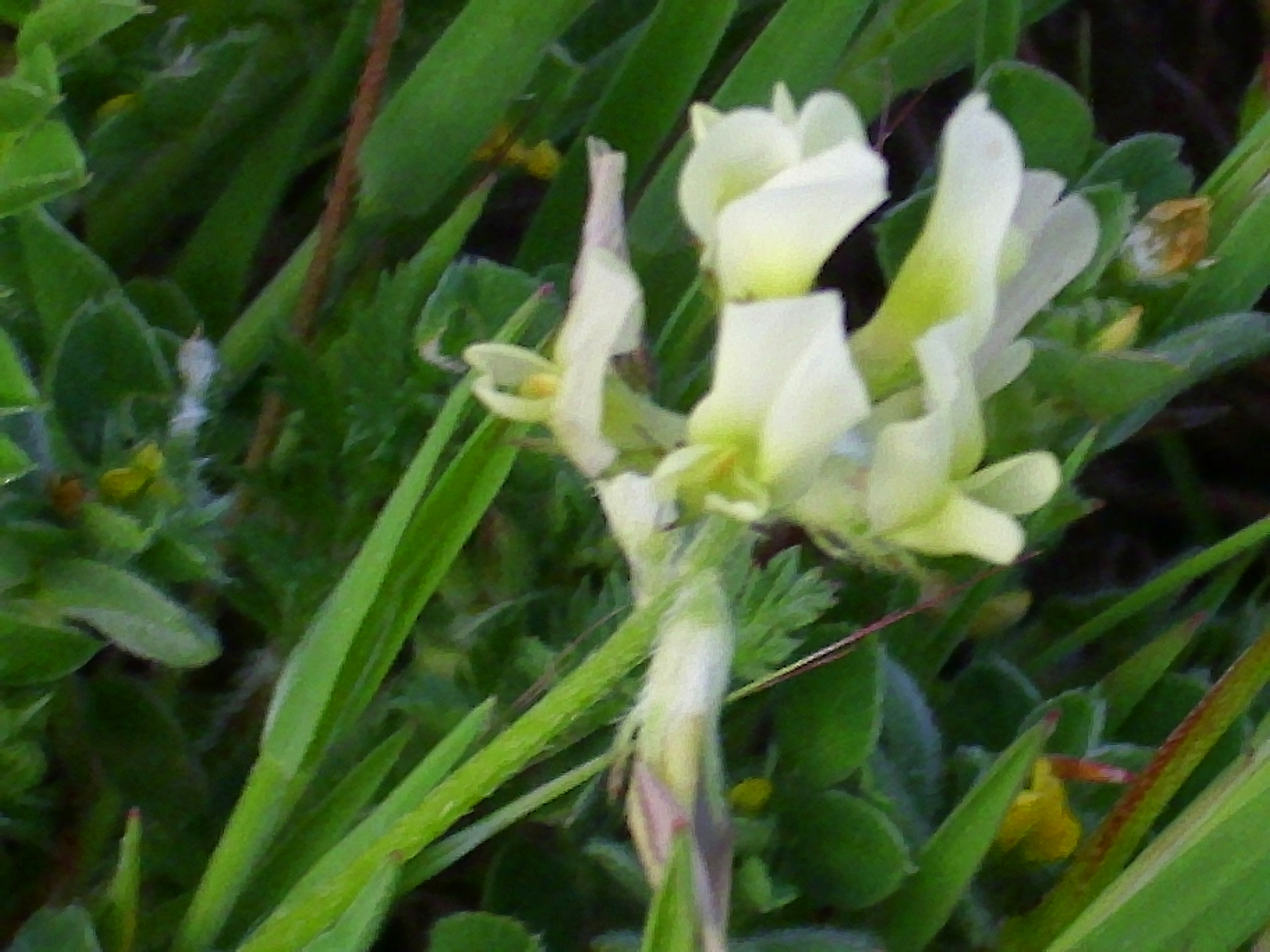